# Limenitis penningtoni
Limenitis penningtoni är en fjärilsart som beskrevs av Van Son 1977. Limenitis penningtoni ingår i släktet Limenitis och familjen praktfjärilar. Inga underarter finns listade i Catalogue of Life.